# Earle (Arkansas)
Earle é uma cidade localizada no estado americano de Arkansas, no Condado de Crittenden.

## Demografia
Segundo o censo americano de 2000, a sua população era de 3036 habitantes.
Em 2006, foi estimada uma população de 2859, um decréscimo de 177 (-5.8%).

## Geografia
De acordo com o United States Census Bureau, a localidade tem uma área de 8,4 km², sem área coberta por água. Earle localiza-se a aproximadamente 66 m acima do nível do mar.

## Localidades na vizinhança
O diagrama seguinte representa as localidades num raio de 24 km ao redor de Earle.